# Швабський округ
Швабський округ (лат. Circulus Suevicus, нім. Schwäbischer Reichskreis) — імперський округ Священної Римської імперії в 1500 — 1806 рр. Створений 2 липня 1500 року за наказом німецького короля Максиміліана І на Аугсбурзькому рейхстазі як округ № 3.
Засноване в 1500 році на території колишнього герцогства Швабія. 
Але до його складу не входили території Швабської Австрії, що належала Габсбургам, країни-члени Швейцарської Конфедерації, а також землі регіону Ельзас на захід від Рейну, які належали до Верхньорейнського округа. 
Швабська ліга 1488 року, організація-попередник, розпалася під час протестантської Реформації та Тридцятилітньої війни в XVI столітті.
Станом на 1792 рік Швабський округ складався з 88 територій, з яких лише герцогство (пізніше королівство) Вюртемберг, маркграфство (пізніше велике герцогство) Баден і єпископство Аугсбург мали хоч-якесь значення. Заключна ухвала Імперської депутації зменшила кількість до 41, а Рейнський союз 1806 року до семи (включно з територіями, які відійшли до Баварії ).

## Склад
| Назва                    | Тип управління     | Коментарій |
| ------------------------ | ------------------ | --- |
| Аален                    | Імперське місто    | 35-е швабське місто, Безпосереднє підпорядкування імператору (вільне право), даровано імператором Карлом IV Люксембурзьким в 1360 році.                                                       |
| Аугсбург                 | Князь-єпископство  | Засноване в XI столітті, з резиденцією з XV століття в Діллінгені, 25-е місцем у Рейхстазі.                                                                                                   |
| Аугсбург                 | Імперське місто    | Безпосереднє підпорядкування імператору, даровано імператором Рудольфом I Габсбургом в 1276 році, 2-е швабське місто.                                                                         |
| Баден                    | Маркграфство       | Засноване в 1112 році, розділене на Баден-Дурлах і Баден-Баден в 1535 — 1771 рр. |
| Баден-Баден              | Маркграфство       | Виокремилось з Баденського маркграфства в 1535 р., резиденція в Раштаті з 1705 р., об'єднане з Баден-Дурлахом в 1771 р. 58-ме місце в Рейхстазі.                                              |
| Баден-Дурлах             | Маркграфство       | Виокремилось з Баденського маркграфства в 1535 р., резиденція в Карлсруе з 1715. 60-ме місце в Рейхстазі.                                                                                     |
| Баден-Гахберг            | Маркграфство       | Територія Маркгрефлерланд, успадковане Баденом в 1503 році. 62-е місце в Рейхстазі. |
| Байндт                   | Імперське абатство | 21-ша Швабська прелатура, здобуло вільне право в 1376 році. |
| Біберах-на-Рісі          | Імперське місто    | 17-е Швабське місто, вільне право, даровано Рудольфом Габсбургом в 1281 році. |
| Бонндорф                 | Володіння          | Придбане абатством Св. Власія в 1609 році, щоб здобути вільне право |
| Бопфінген                | Імперське місто    | З 1241 р. |
| Бухау                    | Імперське абатство | Засноване у 819 році Людовиком Благочестивим; 11-м прелатом Рейнським та 2-м швабським графом.                                                                                                |
| Бухау                    | Імперське місто    | З XIII ст.; 36-е Швабське місто. |
| Бухгорн                  | Імперське місто    | Вільне право, даровано Рудольфом Габсбургом в 1275 році. |
| Констанц                 | Князь-єпископство  | Засновано близько 585 року, Вільне право підтверджено Фрідріхом I Барбароссою в 1155 році, резиденція в Мерсбурзі з 1526 року, 23-е місце в Рейхстазі.                                        |
| Дінкельсбюль             | Імперське місто    | З 1351 р.. |
| Еберштайн                | Графство           | Лінія згасла в 1660 році, успадковано Баденом, 10-й голос на швабській лаві. |
| Еглінген                 | Володіння          | Під орудою Турна і Таксіса з 1726 року. |
| Еглофс                   | Володіння          | Під орудою графів Абенсбергів з 1661 року. |
| Ельхінген                | Імперське абатство | Засновано приблизно в 1120 році, здобуло вільне право в 1485 році. |
| Ельванген                | Князь-пробство     | Засновано в 1460 році як наступник імперського абатства Ельванген, 57-е місце в Рейхстазі |
| Есслінген                | Імперське місто    | З 1229 року. |
| Фуггер                   | Фрайгер            | Здобули колишнє графство Кірхберг і Вайсенгорн в 1507 році, нобілітований Максиміліаном I у 1511 році, спадкові імперські графи з 1530 року.                                                  |
| Фюрстенберг              | Князь-графство     | Різні території, засновані за заповітом Бертольда V Церингена в 1218 році, Фюрстенберг-Баар з 1441 року; Князівство в 1664 р. з 90-е місце у Рейхстазі                                        |
| Фюрстенберг-Блумберг     | Графство           | Розділено в 1559 року, знову об'єднано в 1614 році. |
| Фюрстенберг-Мескірх      | Графство           | У складі Фюрстенберг-Блюмберга з 1614 році, підвищено до князівства в 1716 році, успадковано Фюрстенберг-Фюрстенбергом в 1744 році.                                                           |
| Фюрстенберг-Штюлінген    | Графство           | У складі Фюрстенберг-Блюмберга в 1614 році, підвищено до князівства в 1744 році. |
| Фюрстенберг-Гайлігенберг | Графство           | У складі Фюрстенберг-Блюмберга з 1559 р., піднесено до князівства в 1664 р., зникло в 1716 р.                                                                                                 |
| Генгенбах                | Імперське абатство | Засновано близько 730 року святим Пірміном, надано князь-єпископству Бамберг Генріхом II в 1007 році.                                                                                         |
| Генгенбах                | Імперське місто    | З 1360 р. |
| Гінген                   | Імперське місто    | З 1391 р. |
| Гундельфінген            | Володіння          | Придбано Баденом в 1507 році. |
| Гутенцелль               | Абатство           | 19-та Швабська прелатура, засновано в 1237 році, вільне право надано імператором Сигізмундом в 1437 році                                                                                      |
| Гаузен                   | Володіння          | Територія навколо замку Гаузен, біля Бойрона. Придбано Фуггером в 1682 році після вимирання лінії власників; приєднано до Кастелля в 1735 році.                                               |
| Геггбах                  | Імперське абатство | 18-та Швабська прелатура, засновано в 1231 році, здобуло вільне право близько 1428 року. |
| Гайльбронн               | Імперське місто    | Вільне право, даровано Карлом IV в 1371 році. |
| Гайлігенберг             | Графство           | 1-е Швабське графство, під орудою графів Фюрстенбергів з 1535 року. |
| Гельфенштайн             | Графство           | 6-е Швабське графство, пізніше придбане Баварією після фінансового краху 1627 року. |
| Гоенемс                  | Графство           | Вільне право, даровано Фердинандом I в 1560 році, придбано Габсбургами в 1765 році. |
| Гоенгерольдзек           | Графство           | У 948 — 1634 рр. потім під орудою Кронбергів, з 1697 р. під орудою Леєнів, імперське графство з 1711 р., Ляєнське князівство в 1806 р.                                                        |
| Гоенгевен                | Володіння          | Засноване в 1415 році, разом зі Штюлінгеном придбане Паппенгаймом в 1582 році, з 1639 року у складі Фюрстенберга-Штюлінгена.                                                                  |
| Гогенцоллерн             | Графство           | Графство Цоллерн, засноване в XI столітті, розділене в 1576 році. |
| Гогенцоллерн-Гехінген    | Князівство         | У складі Гогенцоллерну з 1576 р., підвищене з графства в 1623 р., 82-е місце в Рейхстазі |
| Гогенцоллерн-Гайгерлох   | Графство           | Колишнє володіння Гайгерлох, у складі Гогенцоллернів з 1576 р., успадковане Гогенцоллен-Зігмарінгеном в 1767 р.                                                                               |
| Гогенцоллерн-Зігмарінген | Графство           | У складі Гогенцоллерну з 1576 р., підвищене з графства в 1623 р., 24-е Швабське графство |
| Ірзе                     | Імперське абатство | Засноване в 1186 році, здобуло вільне право в 1694 році. |
| Існи                     | Імперське місто    | 25-е Швабське місто з 1365 року. |
| Юстінген                 | Володіння          | Територія навколо замку Юстінген поблизу Шелклінгена , придбана Вюртембергом у 1751 році. |
| Кайсгайм                 | Імперське абатство | Засноване в 1133 році, імператорське абатство з 1346 року. |
| Кауфбойрен               | Імперське місто    | Вільне право надано Рудольфом Габсбургом в 1286 році. |
| Кемптен                  | Князь-абатство     | Засноване в 752 році, вільне право надане Генріхом IV в 1062 році, 55-те місце в Рейхстазі.                                                                                                   |
| Кемптен                  | Імперське місто    | 20-е Швабське місто, вільне право, даровано Рудольфом Габсбургом в 1289 році. |
| Кінцинталь               | Володіння          | Територія навколо Вольфаха, під орудою Фюрстенбергу з 1291 року. |
| Клеттгау                 | Ландграфство       | Під орудою графів Зульц з 1410 року, придбане Шварценбергами в 1698 році. |
| Кенігсегг                | Графство           | Територія навколо Гуггенгаузена , придбане імперським графством Ротенфельс в 1565 році, вільне право з 1621 року як 8-е Швабське графство, розділене в 1622 році.                             |
| Кенігзегг-Аулендорф      | Володіння          | У складі Кенігзеггу з 1622 року, Імперське графство з 1629 р., столиця Кенігзеггу з 1666 р.                                                                                                   |
| Кенігзегг-Ротгенфельс    | Володіння          | У складі Кенігсеггу з 1622 р., Імперське графство з 1629 р.. |
| Лойткірхельс             | Імперське місто    | Вільне право даровано Адольфом Нассау в 1293 році. |
| Ліндау                   | Імперське абатство | Засноване близько 822 року, в 1466 році здобуло вільне право. |
| Ліндау                   | Імперське місто    | Вільне право даровано Рудольфом Габсбургом в 1275 році, 15-е швабське місто. |
| Майнау                   | Комтур             | Адміністративна група земель, що перебувала під владою Тевтонського ордену з 1272 року. |
| Мархталь                 | Імперське абатство | Засноване приблизно в 776 році, здобув статус вільне право в 1500 році. |
| Меммінген                | Імперське місто    | Вільне право даровано Рудольфом Габсбургом у 1286 році. |
| Месскірх                 | Володіння          | Під орудою графів Циммернів з 1354 року, з 1594 року під орудою Гельфенштайнів, під орудою Фюрстенберг-Мескірха з 1627 року.                                                                  |
| Міндельгайм              | Володіння          | Під орудою Фрундсбергів з 1467 року,з 1586 року під орудою герцогства Баварія, 1705-14 рр. під орудою Джона Черчилля як князя Міндельгайму                                                    |
| Монбельяр                | Князь-графство     | Під орудою герцогів Вюртемберзьких, 80-е місце у Рейхстазі |
| Нересгайм                | Імперське абатство | Засновано в 1095 році, вільне право оскаржено Еттінген-Валлерштайнами, підтверджено Імперським камеральним судом в 1764 році.                                                                 |
| Нердлінген               | Імперське місто    | Вільне право надано Фрідріхом II Гогенштауфеном в 1215 році. |
| Оксенгаузен              | Імперське абатство | Засновано приблизно в 1090 році, здобув вільне право в 1495 році. |
| Еттінген                 | Графство           | Розділено в 1522 році. |
| Еттінген-Еттінген        | Графство           | У складі Еттінгена з 1522 року, підвищено до князівства в 1674 році, скасовано в 1731 році.                                                                                                   |
| Еттінген-Валлерштайн     | Графство           | У складі Еттінгена з 1522 року, підвищено до князівства в 1774 році. |
| Еттінген-Шпільберг       | Графство           | У складі Еттінгена з 1623 року, підвищено до князівства в 1734 році. |
| Оффенбург                | Імперське місто    | Вільне право надано Фрідріхом II Гогенштауфеном в 1240 році. |
| Петерсгаузен             | Імперське абатство | Засновано в 983 році святим Гебгардом Констанським, вільне право надано Фрідріхом II Гогенштауфеном.                                                                                          |
| Пфуллендорф              | Імперське місто    | Вільне право надано Фрідріхом II Гогенштауфеном в 1220 році. |
| Равенсбург               | Імперське місто    | Вільне право надано Рудольфом Габсбургом в 1278 році. |
| Ройтлінген               | Імперське місто    | З 1240 року. |
| Роггенбург               | Імперське абатство | Засновано в 1126 році, здобуло вільне право в 1482 році. |
| Рот-ан-дер-Рот           | Імперське абатство | Засновано в 1126 році, здобуло вільне право в 1376 році. |
| Ротгенфельс              | Графство           | Територія навколо Імменштадта, під орудою графів Монфорт з 1332 року, придбана Кенігсеггом в 1565 році.                                                                                       |
| Роттенмюнстер            | Імперське абатство | 20-та Швабська прелатура, заснована в 1224 році, вільне право надано Фрідріхом II Гогенштауфеном в 1237 році.                                                                                 |
| Роттвайль                | Імперське місто    | Вільне право надано Сигізмундом Люксембурзьким в 1434 році, у складі Швейцарської Конфедерації 1519–1689 рр.                                                                                  |
| Залем                    | Імперське абатство | Засновано приблизно в 1134 році, вільне право надано Конрадом III Гогенштауфеном в 1142 році.                                                                                                 |
| Шуссенрід                | Імперське абатство | Засноване абатством Рот-ан-дер-Рот у 1183 році, близько 1440 року здобуло вільне право. |
| Швабський Гмюнд          | Імперське місто    | Приблизно з 1250 р. |
| Швебіш-Галль             | Імперське місто    | З 1280 р. |
| Зіккінген                | Володіння          | Територія в Крайхгау, під орудою спадкоємців імперського лицаря Франца фон Зікінгена, фрайгеррен з 1606 року, імперське графство з 1790 року.                                                 |
| Зефлінген                | Імперське абатство | 22-га Швабська прелатура, заснована приблизно в 1258 році графами Діллінгенами, здобула вільне право проти Ульма в 1773 році.                                                                 |
| Абатство Святого Георгія | Імперське абатство | 23-тя Швабська прелатура, заснована в 1096 році, здобула вільне право в 1781 році. |
| Святих Ульриха та Афри   | Імперське абатство | 6-й Рейнський прелат |
| Штадіон                  | Графство           | Здобуло вільне право в 1705 році, купивши володіння Таннгаузен (Швабія) (не плутати з Таннгаузеном (Баден-Вюртемберг) ), розділене на Штадіон-Тангаузен та Штадіон-Вартгаузен в 1741 році.    |
| Штауфен                  | Володіння          | Під орудою фон Штауфенів (не пов’язаними з домом Гогенштауфенів ), рід згас в 1602 році, в 1738 році придбано абатством Святого Власія, а від так складова Передньої Австрії.                 |
| Штюлінген                | Ландграфство       | Під орудою графів Люпфен з 1251 року, рід згас в 1582 році, придбано Паппенгаймом, приєднано до Фюрстенберг-Штюлінген в 1639 році.                                                            |
| Тек                      | Герцогство         | Колишня гілка дому Церингенів, згасла в 1439 році, герцогський титул, надано Еберхарду I Вюртемберзькому Максиміліаном I в 1495 році.                                                         |
| Теттнанг                 | Володіння          | Під орудою графів Монфорт, з 1780 року — Передньої Австрії . |
| Таннгаузен               | Володіння          | Вільне право території навколо Таннгаузена (Баден-Вюртемберг). |
| Юберлінген               | Імперське місто    | Вільне право підтверджено близько 1400 року. |
| Ульм                     | Імперське місто    | 4-е швабське місто, яке здобуло вільне право в XII столітті. |
| Урсберг                  | Імперське абатство | Засновано приблизно в 1128 році, здобуло вільне право на землю в 1143 році. |
| Вальдбург-Зонненбург     | Сенешальство       | Територія навколо Нюцидерс, під орудою сеншалів Вальдбургів з 1455 року, вільне право надано Фрідріхом III Габсбургом в 1463 році, рід згас в 1511 році.                                      |
| Вальдбург-Траухбург      | Сенешальство       | Територія навколо замку Траухбург поблизу Існи, під орудою Вальдбургу з 1306 року, імперське графство з 1628 року, рід згас в 1772 році.                                                      |
| Вальдбург-Шер            | Сенешальство       | Колишнє графство Фрідберг навколо замку Шер, під орудою Вальдбург-Зонненбургу з 1454 року, успадковане Вальдбургом-Траухбургом в 1511 році, під орудою Турн-унд-Таксісів з 1785 року.         |
| Вальдбург-Вольфегг-Цайль | Сенешальство       | Територія навколо замку Цайль поблизу Лойткірха, під орудою Вальдбургу з 1337 року, придбана Вольфеггом і Вальдзе у Вальдбург-Траухбурга в 1508 році, розділено в 1589 році.                  |
| Вальдбург-Вольфегг       | Сенешальство       | У складі Вальдбург-Вольфегг-Цайля з 1589 року, імперське графство з 1628 року, знову розділено в 1667 році, скасовано в 1798 році.                                                            |
| Вальдбург-Вальдзе        | Сенешальство       | У складі Вальдбург-Вольфегг з 1667 р., успадковано Вальдбург-Вольфегг в 1798 р., підвищено до князівства в 1803 р.                                                                            |
| Вальдбург-Цайль          | Сенешальство       | У складі Вальдбург-Вольфегг-Цайля з 1589 р., Імперське графство з 1628 року, знову розділене в 1674 році, успадковане Вальдбург-Траухбургом в 1772 році, підвищене до князівства в 1803 році. |
| Вальдбург-Вурцах         | Сенешальство       | У складі Вальдбург-Цайля з 1674 року, підвищене до князівства в 1803 році. |
| Ванген                   | Імперське місто    | Вільне право надано Рудольфом Габсбургом в 1286 році. |
| Вайль                    | Імперське місто    | Приблизно з 1275 р. |
| Вайнгартен               | Імперське абатство | Засновано в 1056 році герцогом Баварії Вельфом I, здобуло вільне право в 1274 році. |
| Вайсенау                 | Імперське абатство | Засновано в 1145 році, здобуло вільне право близько 1257 року. |
| Веттенгаузен             | князь-пробство     | Засновано в 1130 році. |
| Візенштайг               | Володіння          | Під орудою Гельфенштейнів, розділене між Фюрстенбергом і герцогством Баварія в 1627 році. |
| Вімпфен                  | Імперське місто    | Приблизно з 1300 р. |
| Вюртемберг               | Герцогство         | Графство Віртемберг, засноване у 12 столітті, підвищене до герцогства в 1495 році Максиміліаном I, 52-е місце в Рейхстазі.                                                                    |
| Целль-на-Гармерсбасі     | Імперське місто    | З XIV ст. |
| Цвіфальтен               | Імперське абатство | Засноване в 1089 році, здобуло вільне право від Вюртембергу в 1750 році. |

## Карти

1500
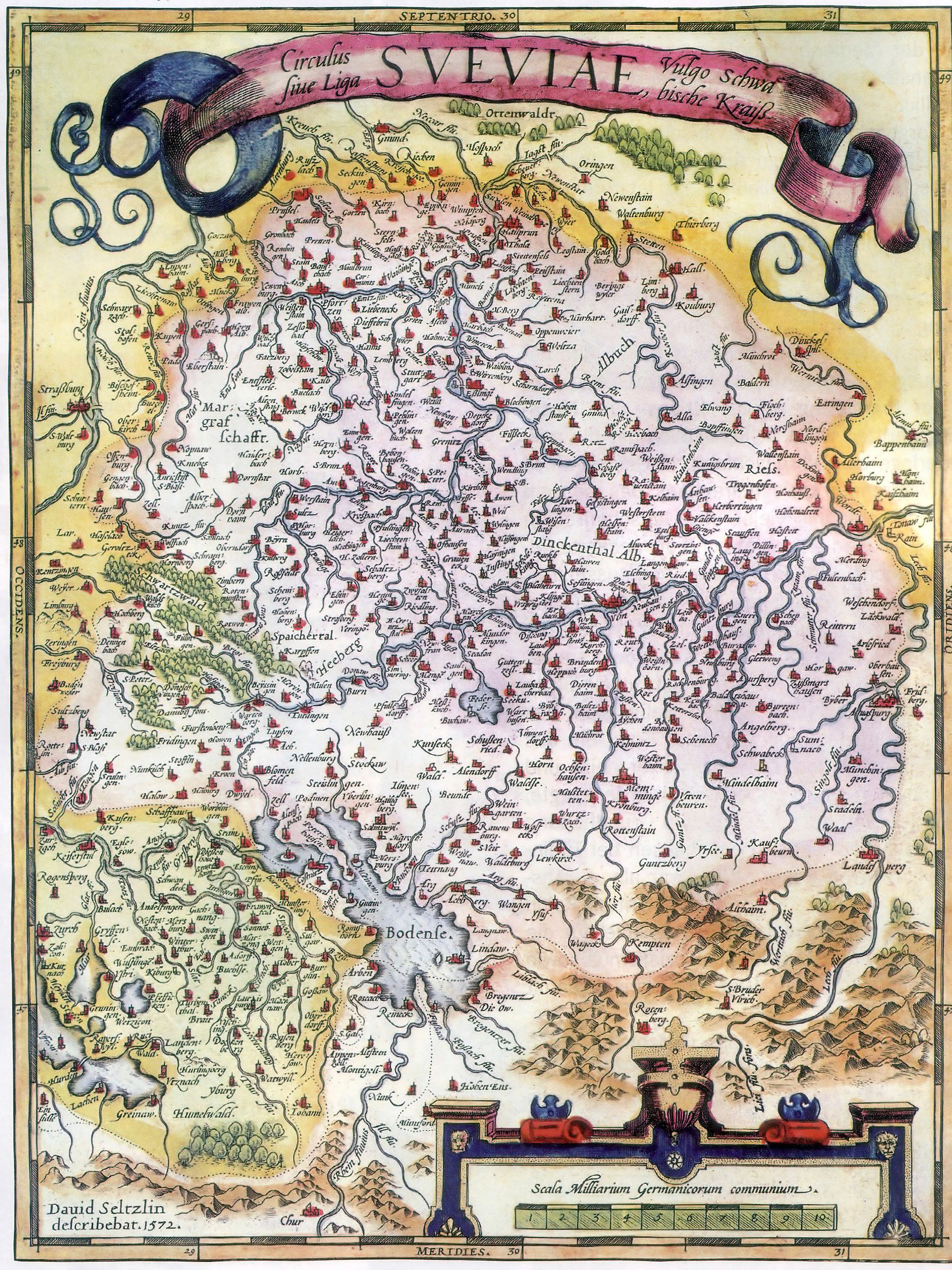
1572
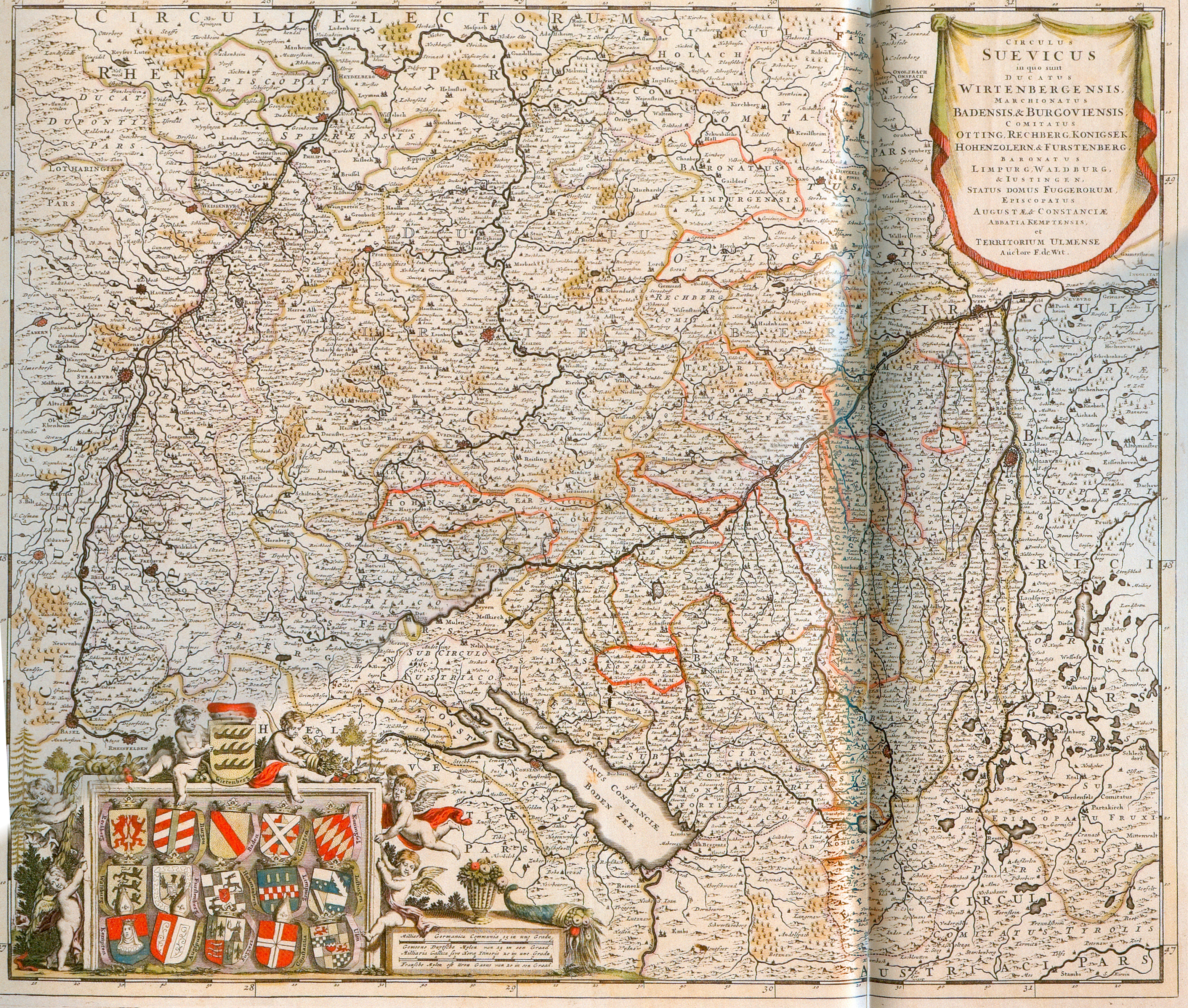
кінець XVII ст.
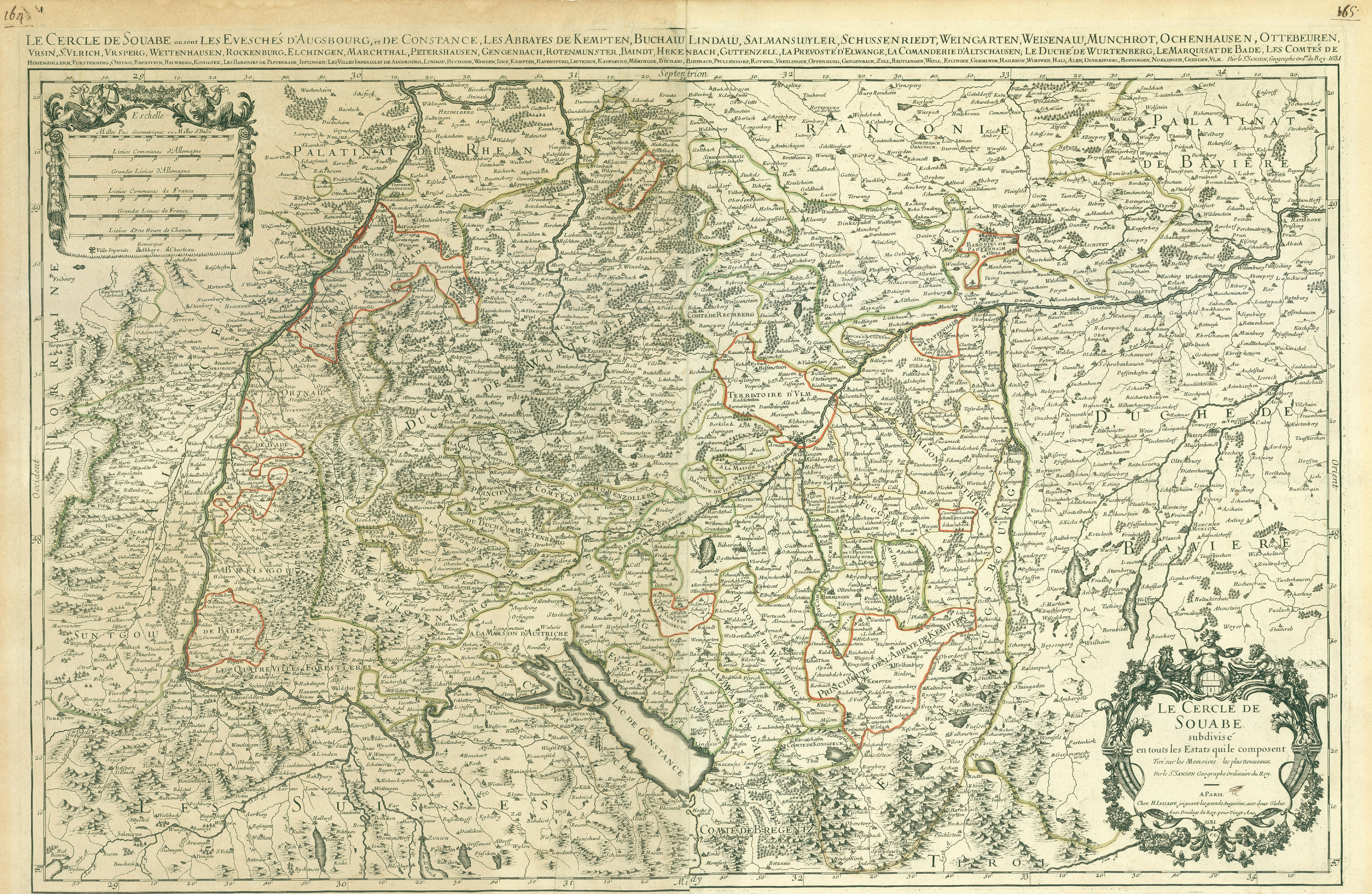
1680

## Єпископства

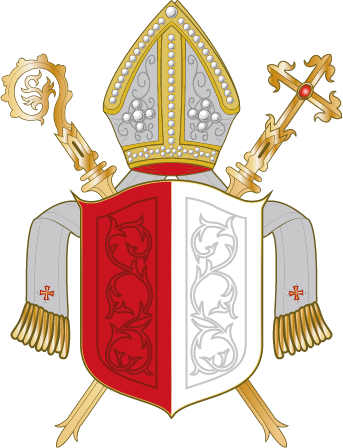
Аугсбург
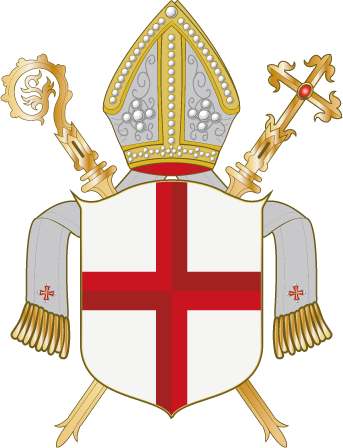
Констанц

### Монографії
- Dotzauer, W. Die deutschen Reichskreise in der Verfassung des alten Reiches und ihr Eigenleben. (1500–1806). Darmstadt: Wissenschaftliche Buchgesellschaft, 1989.
- Dotzauer, W. Die deutschen Reichskreise (1383–1806). Geschichte und Aktenedition. Stuttgart: Franz Steiner, 1998.
- Reichskreis und Territorium. Die Herrschaft über die Herrschaft?. Stuttgart: Thorbecke, 2000.

### Довідники
- Creiß [Архівовано 19 січня 2021 у Wayback Machine.] // Zedler, J. Grosses vollständiges Universal-Lexicon Aller Wissenschafften und Künste. 1733, Bd. 6, Sp. 1562–—1563.
- Швабский округ [Архівовано 13 червня 2021 у Wayback Machine.] // Энциклопедический словарь Брокгауза и Ефрона. Санкт-Петербург, 1903, Т. 39, С. 239—240.